# Daniel Stabrawa

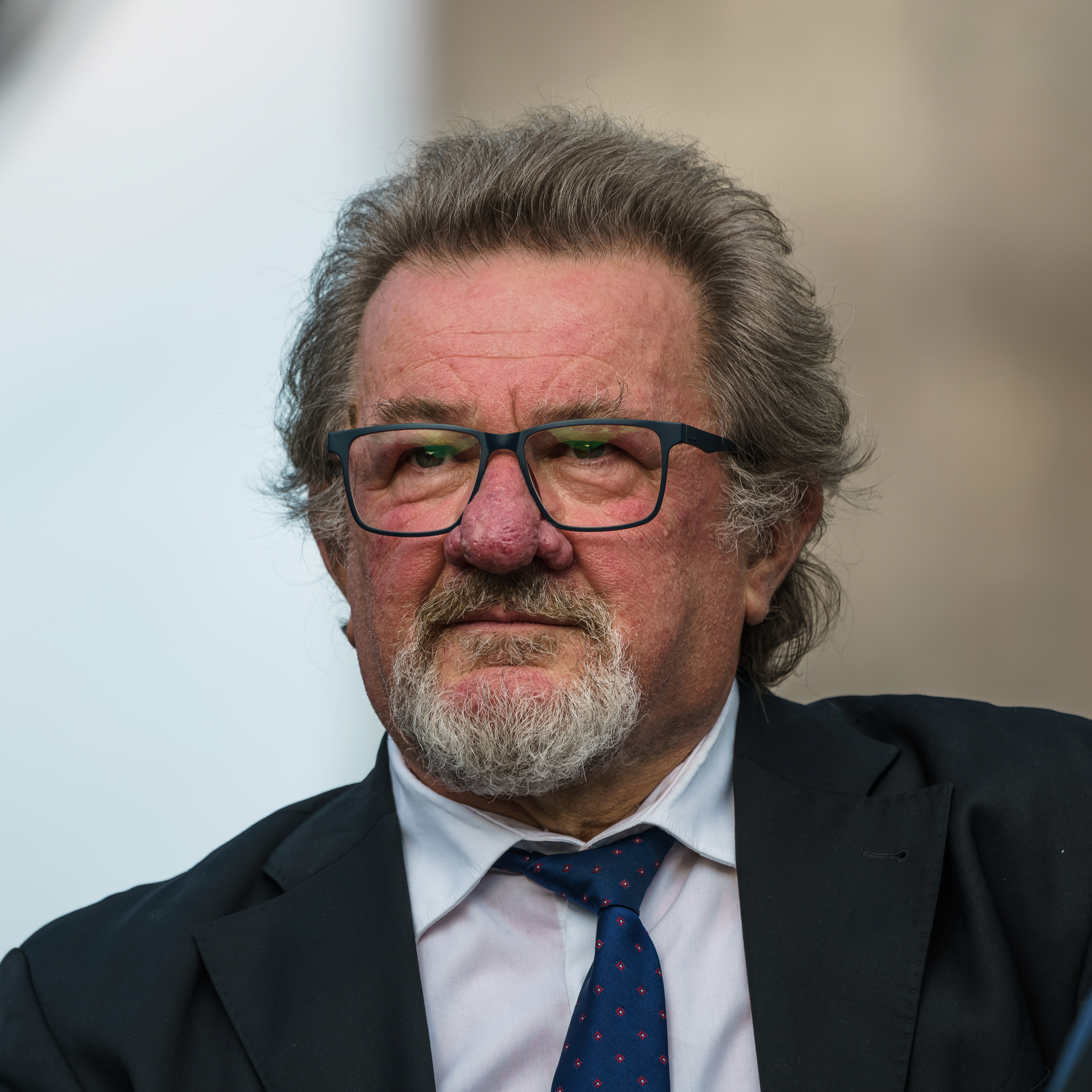
Daniel Stabrawa 2019

Daniel Stabrawa (* 23. August 1955 in Krakau) ist ein polnischer Geiger und Dirigent.

## Leben
Daniel Stabrawa begann mit sieben Jahren Geige zu spielen und studierte an der Musikakademie in Krakau bei Zbigniew Szlezer im Fach Violine. Nachdem er unter anderem Preisträger des internationalen Paganini-Wettbewerbs in Genua ist, wurde er 1979 Konzertmeister des Polnischen Rundfunksymphonieorchester in Krakau.
Am 15. November 1983 wurde Stabrawa Mitglied der ersten Geigen bei den Berliner Philharmonikern. 1985 gründete unter anderem mit seinen Orchesterkollegen Christian Stadelmann (zweite Geige), Neithard Resa (Bratsche) und Jan Diesselhorst (Cello) das international renommierte Philharmonia Quartett Berlin, mit dem er als Primarius inzwischen ein über 100 Stücke umfassendes Repertoire erarbeitet hat. Das Ensemble wurde im Jahr 2000 mit dem ECHO Klassik Preis und zweifach mit dem „Deutschen Kritiker Preis“ ausgezeichnet.
1986 wurde er unter dem Dirigenten Herbert von Karajan als Nachfolger von Michel Schwalbé einer der drei Ersten Konzertmeister der Berliner Philharmoniker. Von 1986 bis 2000 unterrichtete er an der Orchester-Akademie der Berliner Philharmoniker. Neben seiner internationalen Tätigkeit als Solist betätigt sich Daniel Stabrawa seit 1994 auch als Dirigent, wie zum Beispiel 1995 bis 2002 als Chefdirigent bei der Capella Bydgostiensis an der Pommerschen Philharmonie in Bydgoszcz. In diesen Eigenschaften arbeitet er mit international renommierten Künstlern, wie zum Beispiel Nigel Kennedy oder Albrecht Mayer zusammen. Mit Ende der Saison 2020/21 trat er als Erster Konzertmeister der Berliner Philharmoniker in den Ruhestand.
Daniel Stabrawa ist mit der Konzertpianistin Elżbieta Stabrawa verheiratet. Mit seiner Tochter Maria Stabrawa, einer international tätigen Geigerin, gründete er 2007 das Stabrawa Ensemble Berlin.

## Diskographie (Auswahl)
- Aufnahmen bei „Thorofon“: sämtliche Quartett-Einspielungen
- Antonio Vivaldi: The Vivaldi Album Vol. 2, Nigel Kennedy und Daniel Stabrawa (Violine), EMI 5578592 (2004)
- Antonio Vivaldi: The Vivaldi Album Vol. 1, Nigel Kennedy und Daniel Stabrawa (Violine), EMI 5576482 (2004)
- Romantische Oboenkonzerte im 20. Jahrhundert, Albrecht Mayer (Oboe), Capella Bydgostiensis, Leitung: Daniel Stabrawa, Cavalli Records CCD 408 (2003)
- Johann Sebastian Bach: Konzert für zwei Violinen in d-moll BWV 1043, Berliner Philharmoniker, Nigel Kennedy und Daniel Stabrawa (Violine), EMI 57091 (2000)